# Loveridgea ionidesii
Loveridgea ionidesii là một loài bò sát trong họ Amphisbaenidae. Loài này được Battersby mô tả khoa học đầu tiên năm 1950.